# Вільне (Новгород-Сіверський район)
Ві́льне (історична назва - Царівка) — село в Україні,у Коропській селищній громаді Новгород-Сіверського району  Чернігівської області. Населення становить 380 осіб. До 2016 у складі Вільненської сільської ради. Від 2016 орган місцевого самоврядування — Коропська селищна рада.

## Географія
Знаходиться на лівому березі Десни, в місці впадання в неї річки Стрижень.

## Символіка
На гербі на синьому тлі зображені два списи з  прапорами. Внизу над ними корона, вгорі орел. Синій колір - річка Десна недалеко від села. Два списи означають перетин важливих транспортних артерій. Козацькі прапори - що село козацьке і славну історію. Царська корона вказує на історичну назву села - Царівка, а орел з розпостертими крилами каже вже про нову назву - Вільне.

## Місцевості села
Кутки – Наказнівка, Пузирівщина; урочища – Кузьменщина, Річенків ліс, Вороньківщина, Балабовщина; ліси – Єрмичишин, Шапківщина; випаси – Пастбище, Вигон; поле – до Семенюка; канал – Стрижень.

## Економіка
Сільськогосподарське товариство з обмеженою відповідальністю "Агрольон". Компанія була створена 2002 р. на базі заводу з переробки льону.
2008 р. — припинили вирощувати льон, і перейшли на кукурудзу. Спеціалізується на вирощуванні кукурудзи, соняшнику та сої.

## Історія
Село Царівка знаходилось на «великому тракті», котрий йшов із Батурина через Короп за Десну. Уздовж цієї дороги протікала р. Короп, через яку була влаштована гребля, яка отримала назву Царівська. Коропська сотенна старшина, турбуючись про задовільний стан греблі, виклопотала у гетьмана І. Мазепи у вересні 1687 р. універсал, на підставі якого лагодження греблі покладалось на коропських міщан. Біля цієї греблі був влаштований млин, поряд з яким наприкінці XVII ст. утворилось невелике поселення, яке отримало назву Царівка. Наприкінці XVIII ст., заданими опису Новгород-Сіверського намісництва 1779 - 1781 рр., у селі знаходилися садиби абшитованого військового товариша П. Дубницького, колезького асесора П. Забіли. У селі проживали значковий товариш, 2 козаки, 7 посполитих, підсусідок - усього 12 господарів.
12 червня 2020 року, відповідно до розпорядження Кабінету Міністрів України № 730-р «Про визначення адміністративних центрів та затвердження територій територіальних громад Чернігівської області», увійшло до складу Коропської селищної громади.
19 липня 2020 року, в результаті адміністративно-територіальної реформи та ліквідації Коропського району, увійшло до складу Новгород-Сіверського району Чернігівської області.

## Населення

### Мова
Розподіл населення за рідною мовою за даними перепису 2001 року:
| Мова       | Кількість | Відсоток |
| ---------- | --------- | -------- |
| українська | 357       | 93.95%   |
| російська  | 22        | 5.79%    |
| білоруська | 1         | 0.26%    |
| Усього     | 380       | 100%     |

## Пам'ятки
- У селі розташована ботанічна пам'ятка природи — «Дуб вільнянський».
- Поблизу села знаходиться ландшафтний заказник місцевого значення Жорнівський Бір.

## Галерея

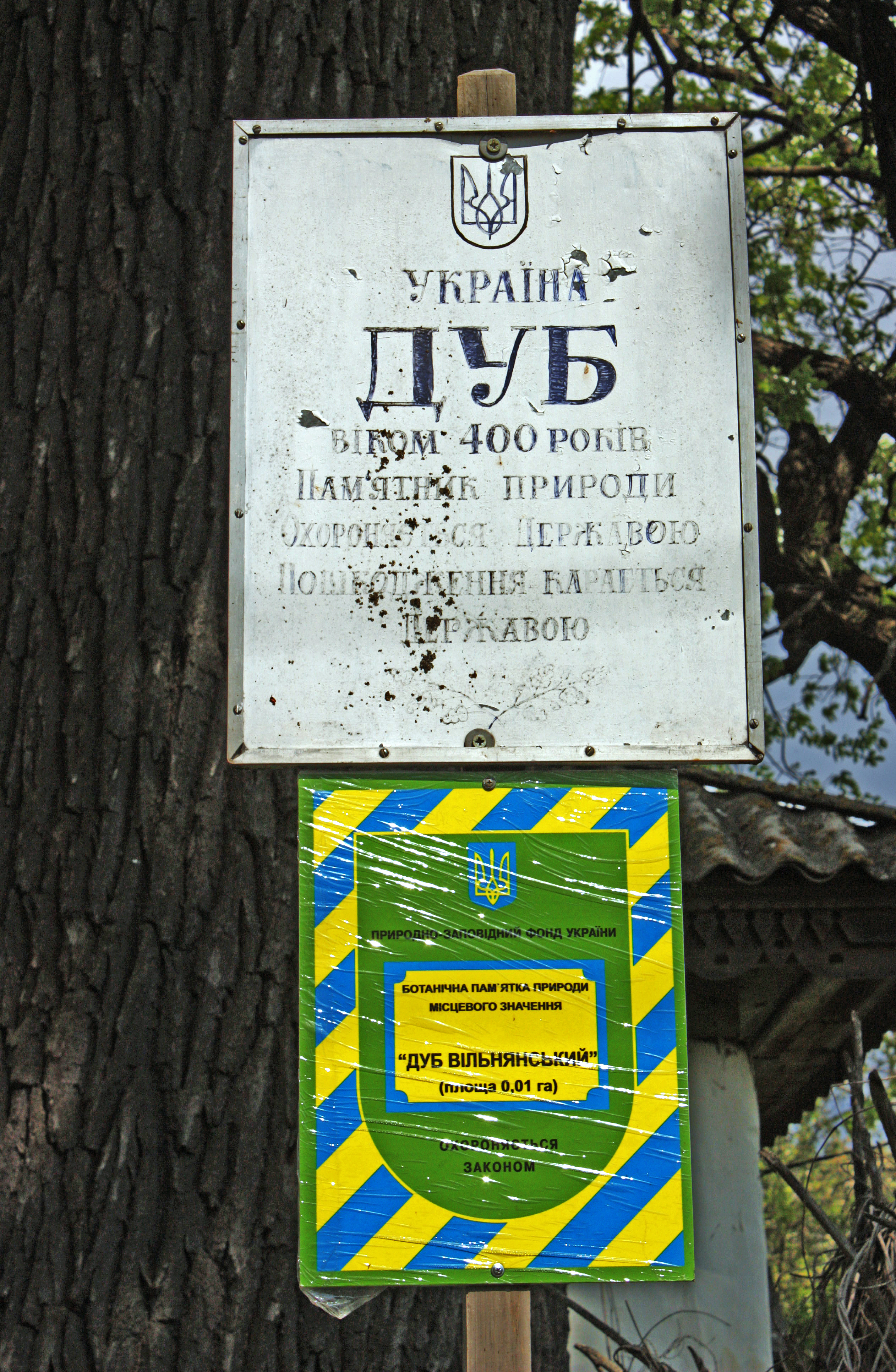
400-річний дуб
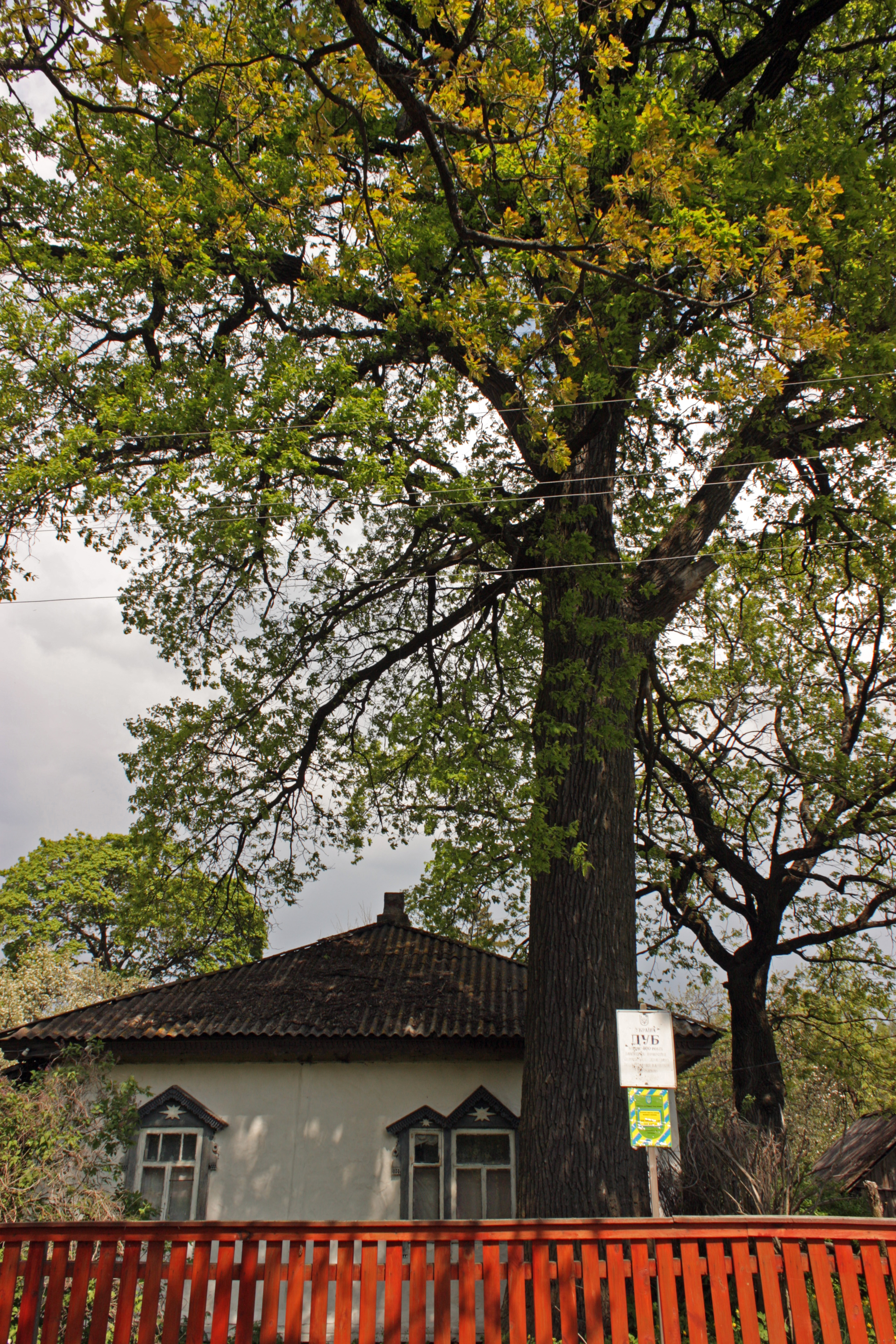
400-річний дуб
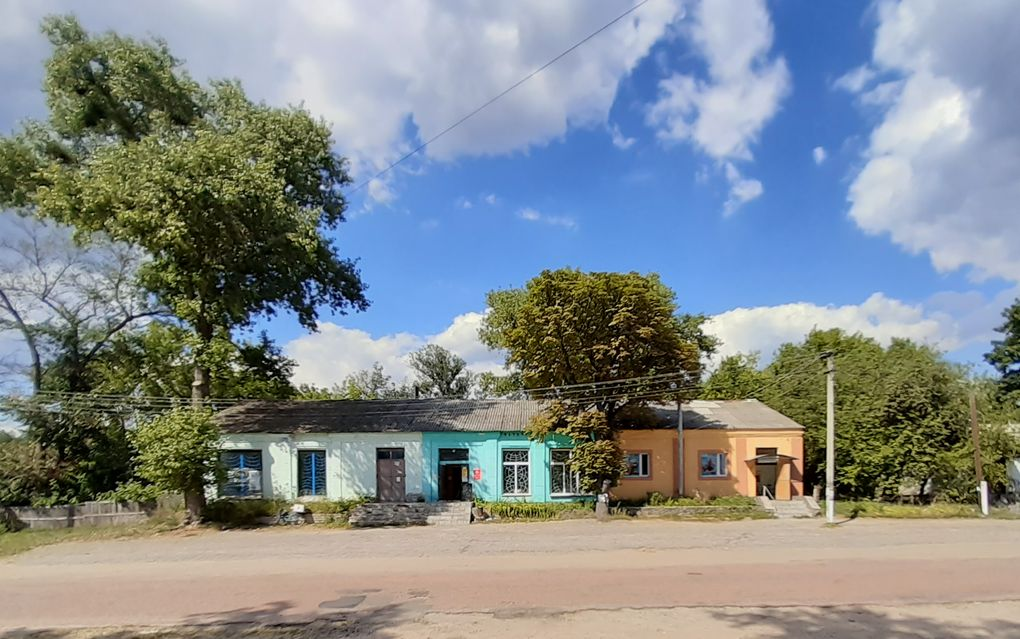
Магазини в центрі села